# 1994. november 26-i konzisztórium
Az 1994. november 26-i konzisztóriumot II. János Pál pápa hívta össze október 30-án. Összesen 30 új bíborost kreált, közülük 24 pápaválasztó (80 év alatti).
| Nº                         | Ország                    | Név                                                         | Életkor                | Hivatal                                                                                                 |
| Pápaválasztó bíborosok     | Pápaválasztó bíborosok    | Pápaválasztó bíborosok                                      | Pápaválasztó bíborosok | Pápaválasztó bíborosok                                                                                  |
| -------------------------- | ------------------------- | ----------------------------------------------------------- | ---------------------- | --- |
| 1                          | Libanon                   | Nasrallah Boutros Sfeir                                     | 74                     | antióchiai maronita pátriárka                                                                           |
| 2                          | Csehország                | Miloslav Vlk                                                | 62                     | a Prágai főegyházmegye érseke                                                                           |
| 3                          | Olaszország               | Luigi Poggi                                                 | 77                     | a Vatikáni Titkos Levéltár levéltáros-helyettese, a Vatikán Apostoli Könyvtárának könyvtáros-helyettese |
| 4                          | Japán                     | Peter Seiichi Shirayanagi                                   | 66                     | a Tokiói főegyházmegye érseke                                                                           |
| 5                          | Olaszország               | Vincenzo Fagiolo                                            | 76                     | a Törvényszövegek Pápai Tanácsa elnöke                                                                  |
| 6                          | Olaszország               | Carlo Furno                                                 | 72                     | Olaszország apostoli nunciusa                                                                           |
| 7                          | Chile                     | Carlos Oviedo Cavada O. de M.                               | 67                     | a Santiago de Chile-i főegyházmegye érseke                                                              |
| 8                          | Egyesült Királyság        | Thomas Joseph Winning                                       | 69                     | a Glasgow-i főegyházmegye érseke                                                                        |
| 9                          | Mexikó                    | Adolfo Antonio Suárez Rivera                                | 67                     | a Monterrey-i főegyházmegye érseke                                                                      |
| 10                         | Kuba                      | Jaime Lucas Ortega y Alamino                                | 58                     | a Havannai főegyházmegye érseke                                                                         |
| 11                         | Indonézia                 | Julius Riyadi Darmaatmadja S.J.                             | 59                     | a Semarangi főegyházmegye érseke                                                                        |
| 12                         | Belgium                   | Jan Pieter Schotte C.I.C.M.                                 | 66                     | a Püspöki Szinódus főtitkára                                                                            |
| 13                         | Franciaország             | Pierre Étienne Louis Eyt                                    | 60                     | a Bordeaux-i főegyházmegye érseke                                                                       |
| 14                         | Svájc                     | Gilberto Agustoni                                           | 72                     | az Apostoli Szignatúra Legfelsőbb Bírósága pro-prefektusa                                               |
| 15                         | Uganda                    | Emmanuel Wamala                                             | 67                     | a Kampalai főegyházmegye érseke                                                                         |
| 16                         | Amerikai Egyesült Államok | William Henry Keeler                                        | 63                     | a Baltimore-i főegyházmegye érseke                                                                      |
| 17                         | Peru                      | Augusto Vargas Alzamora S.J.                                | 72                     | a Limai főegyházmegye érseke                                                                            |
| 18                         | Kanada                    | Jean-Claude Turcotte                                        | 58                     | a Montréal-i főegyházmegye érseke                                                                       |
| 19                         | Spanyolország             | Ricardo María Carles Gordó                                  | 68                     | a Barcelonai főegyházmegye érseke                                                                       |
| 20                         | Amerikai Egyesült Államok | Adam Joseph Maida                                           | 64                     | a Detroiti főegyházmegye érseke                                                                         |
| 21                         | Bosznia-Hercegovina       | Vinko Puljić                                                | 49                     | a Vrhbosna-Szarajevói főegyházmegye érseke                                                              |
| 22                         | Madagaszkár               | Armand Gaétan Razafindratandra                              | 69                     | az Antananarivoi főegyházmegye érseke                                                                   |
| 23                         | Vietnám                   | Paul Joseph Phạm Ðình Tụng                                  | 75                     | a Hanoi főegyházmegye érseke                                                                            |
| 24                         | Mexikó                    | Juan Sandoval Íñiguez                                       | 61                     | a Guadalajarai főegyházmegye érseke                                                                     |
| Nem pápaválasztó bíborosok |                           |                                                             |                        | |
| 25                         | Ecuador                   | Bernardino Carlos Guillermo Honorato Echeverría Ruiz O.F.M. | 82                     | a Guayaquili főegyházmegye nyugalmazott érseke                                                          |
| 26                         | Fehéroroszország          | Kazimierz Świątek                                           | 80                     | a Minszk-Mahiljovi főegyházmegye érseke                                                                 |
| 27                         | Olaszország               | Ersilio Tonini                                              | 80                     | a Ravenna-Cerviai főegyházmegye nyugalmazott érseke                                                     |
| 28                         | Albánia                   | Mikel Koliqi                                                | 92                     | a Shkodrai főegyházmegye áldozópapja                                                                    |
| 29                         | Franciaország             | Yves (Marie-Joseph) Congar O.P.                             | 90                     | domonkos szerzetespap                                                                                   |
| 30                         | Németország               | Alois Grillmeier S.J.                                       | 84                     | jezsuita szerzetespap                                                                                   |